# Shigeto Masuda
Shigeto Masuda (増田 繁人 Masuda Shigeto?, nacido el 11 de junio de 1992 en Chiba) es un futbolista japonés que se desempeña como defensa.

## Trayectoria

### Clubes
| Club                | País  | Año         |
| ------------------- | ----- | ----------- |
| Albirex Niigata     | Japón | 2011 - 2017 |
| Thespakusatsu Gunma | Japón | 2013        |
| Oita Trinita        | Japón | 2014        |
| FC Machida Zelvia   | Japón | 2015        |
| FC Machida Zelvia   | Japón | 2017        |
| Fagiano Okayama     | Japón | 2018 - 2020 |

## Estadística de carrera

### J. League
| Club                | Año   | J. League | J. League | Copa J. League | Copa J. League | Total | Total |
| Club                | Año   | Part.     | Goles     | Part.          | Goles          | Part. | Goles |
| ------------------- | ----- | --------- | --------- | -------------- | -------------- | ----- | ----- |
| Albirex Niigata     | 2011  | 2         | 0         | 0              | 0              | 2     | 0     |
| Albirex Niigata     | 2012  | 0         | 0         | 0              | 0              | 0     | 0     |
| Thespakusatsu Gunma | 2013  | 11        | 1         | -              | -              | 11    | 1     |
| Oita Trinita        | 2014  | 1         | 0         | -              | -              | 1     | 0     |
| FC Machida Zelvia   | 2015  | 32        | 4         | -              | -              | 32    | 4     |
| Albirex Niigata     | 2016  | 14        | 1         | 4              | 0              | 18    | 1     |
| Albirex Niigata     | 2017  | 0         | 0         | 0              | 0              | 0     | 0     |
| FC Machida Zelvia   | 2017  | 26        | 2         | -              | -              | 26    | 2     |
| Total               | Total | 86        | 8         | 4              | 0              | 90    | 8     |